# Східна Малопольща

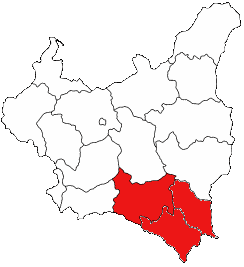
Регіон на карті II Речі Посполитої

Східна Малопольща (пол. Małopolska Wschodnia) — у міжвоєнний період історії Польщі найменування території воєводств Львівського, Тарнопольського і Станіславського з переважною на ній більшістю українського населення, на якій, згідно з законом Сейму Польської Республіки від 1922 року (так і не набрав чинності), планувалося створити Автономію Східної Малопольщі. З кінця XVIII століття і до закінчення Першої світової війни ця територія (Східна Галичина) входила до складу Австрійської монархії; після її розпаду в результаті декількох років збройної боротьби за контроль над цією територією увійшла до складу Польської Республіки за умовами Ризького мирного договору 1921 року. 
У вересні 1939 року землі були окуповані СРСР і увійшли до складу Української РСР. У червні 1941 року вони були окуповані Німеччиною й входили до складу Генеральної губернії; в ході Другої світової війни лідери антигітлерівської коаліції на Тегеранської конференції ухвалили рішення про те, що ці землі залишаться у складі СРСР після закінчення війни. 
Нині ця територія розділена між Підкарпатським воєводством Польщі та Україною (Львівська, Івано-Франківська і Тернопільська області).